# Хелм (Сьредський повіт)
Хелм (пол. Chełm, нім. Hulm) — село в Польщі, у гміні Мальчиці Сьредського повіту Нижньосілезького воєводства.
Населення — 60 осіб (2011).
У 1975-1998 роках село належало до Вроцлавського воєводства.

## Демографія
Демографічна структура станом на 31 березня 2011 року:
|          | Загалом | Допрацездатний вік | Працездатний вік | Постпрацездатний вік |
| -------- | ------- | ------------------ | ---------------- | -------------------- |
| Чоловіки | 36      | 8                  | 25               | 3                    |
| Жінки    | 24      | 5                  | 18               | 1                    |
| Разом    | 60      | 13                 | 43               | 4                    |